# جدول مباريات بطولة أمم أوروبا 2008
جدول يوضح ترتيب المباريات زمنياً حسب وقت لعبها في بطولة أمم أوروبا 2008.
| اليوم              | مكان المباراة   | الساعة          | المرحلة          | منتخب 1         | النتيجة         | منتخب 2         |
| ------------------ | --------------- | --------------- | ---------------- | --------------- | --------------- | --------------- |
| السبت, 7 يونيو     | بازل            | 18:00           | المجموعة الأولى  | سويسرا          | 0 – 1           | جمهورية التشيك  |
| السبت, 7 يونيو     | جنيف            | 20:45           | المجموعة الأولى  | البرتغال        | 2 – 0           | تركيا           |
| الأحد, 8 يونيو     | فيينا           | 18:00           | المجموعة الثانية | النمسا          | 0 – 1           | كرواتيا         |
| الأحد, 8 يونيو     | كلاغنفورت       | 20:45           | المجموعة الثانية | ألمانيا         | 2 – 0           | بولندا          |
| الإثنين, 9 يونيو   | زيوريخ          | 18:00           | المجموعة الثالثة | رومانيا         | 0 – 0           | فرنسا           |
| الإثنين, 9 يونيو   | برن             | 20:45           | المجموعة الثالثة | هولندا          | 3 – 0           | إيطاليا         |
| الثلاثاء, 10 يونيو | إنسبولك         | 18:00           | المجموعة الرابعة | إسبانيا         | 4 – 1           | روسيا           |
| الثلاثاء, 10 يونيو | سالزبورغ        | 20:45           | المجموعة الرابعة | اليونان         | 0 – 2           | السويد          |
| الأربعاء, 11 يونيو | جنيف            | 18:00           | المجموعة الأولى  | جمهورية التشيك  | 1 – 3           | البرتغال        |
| الأربعاء, 11 يونيو | بازل            | 20:45           | المجموعة الأولى  | سويسرا          | 1 – 2           | تركيا           |
| الخميس, 12 يونيو   | كلاغنفورت       | 18:00           | المجموعة الثانية | كرواتيا         | 2 – 1           | ألمانيا         |
| الخميس, 12 يونيو   | فيينا           | 20:45           | المجموعة الثانية | النمسا          | 1 – 1           | بولندا          |
| الجمعة, 13 يونيو   | زيوريخ          | 18:00           | المجموعة الثالثة | إيطاليا         | 1 – 1           | رومانيا         |
| الجمعة, 13 يونيو   | برن             | 20:45           | المجموعة الثالثة | هولندا          | 4 – 1           | فرنسا           |
| السبت, 14 يونيو    | إنسبولك         | 18:00           | المجموعة الرابعة | السويد          | 1 – 2           | إسبانيا         |
| السبت, 14 يونيو    | سالزبورغ        | 20:45           | المجموعة الرابعة | اليونان         | 0 – 1           | روسيا           |
| الأحد, 15 يونيو    | بازل            | 20:45           | المجموعة الأولى  | سويسرا          | 2 – 0           | البرتغال        |
| الأحد, 15 يونيو    | جنيف            | 20:45           | المجموعة الأولى  | تركيا           | 3 – 2           | جمهورية التشيك  |
| الإثنين, 16 يونيو  | كلاغنفورت       | 20:45           | المجموعة الثانية | بولندا          | 0 – 1           | كرواتيا         |
| الإثنين, 16 يونيو  | فيينا           | 20:45           | المجموعة الثانية | النمسا          | 0 – 1           | ألمانيا         |
| الثلاثاء, 17 يونيو | برن             | 20:45           | المجموعة الثالثة | هولندا          | 2 – 0           | رومانيا         |
| الثلاثاء, 17 يونيو | زيوريخ          | 20:45           | المجموعة الثالثة | فرنسا           | 0 – 2           | إيطاليا         |
| الأربعاء, 18 يونيو | سالزبورغ        | 20:45           | المجموعة الرابعة | اليونان         | 1 – 2           | إسبانيا         |
| الأربعاء, 18 يونيو | إنسبولك         | 20:45           | المجموعة الرابعة | روسيا           | 2 – 0           | السويد          |
| الخميس, 19 يونيو   | بازل            | 20:45           | ربع النهائي 1    | البرتغال        | 2 - 3           | ألمانيا         |
| الجمعة, 20 يونيو   | فيينا           | 20:45           | ربع النهائي 2    | كرواتيا         | 1 (1) - 1 (3)   | تركيا           |
| السبت, 21 يونيو    | بازل            | 20:45           | ربع النهائي 3    | هولندا          | 1 - 3           | روسيا           |
| الأحد, 22 يونيو    | فيينا           | 20:45           | ربع النهائي 4    | إسبانيا         | 0 (4) - 0 (2)   | إيطاليا         |
| الإثنين, 23 يونيو  | لا يوجد مباريات | لا يوجد مباريات | لا يوجد مباريات  | لا يوجد مباريات | لا يوجد مباريات | لا يوجد مباريات |
| الثلاثاء, 24 يونيو | لا يوجد مباريات | لا يوجد مباريات | لا يوجد مباريات  | لا يوجد مباريات | لا يوجد مباريات | لا يوجد مباريات |
| الأربعاء, 25 يونيو | بازل            | 20:45           | نصف النهائي 1    | ألمانيا         | 3 - 2           | تركيا           |
| الخميس, 26 يونيو   | فيينا           | 20:45           | نصف النهائي 2    | روسيا           | 0 - 3           | إسبانيا         |
| الجمعة, 27 يونيو   | لا يوجد مباريات | لا يوجد مباريات | لا يوجد مباريات  | لا يوجد مباريات | لا يوجد مباريات | لا يوجد مباريات |
| السبت, 28 يونيو    | لا يوجد مباريات | لا يوجد مباريات | لا يوجد مباريات  | لا يوجد مباريات | لا يوجد مباريات | لا يوجد مباريات |
| الأحد, 29 يونيو    | فيينا           | 20:45           | النهائي          | ألمانيا         | 0 - 1           | إسبانيا         |

## وصلات خارجية
- جدول المباريات نسخة محفوظة 16 يونيو 2008 على موقع واي باك مشين. نسخة بصيغة (pdf) من موقع يورو 2008.